# Hernández (paroisse civile)
Pour les articles homonymes, voir Hernández.
Hernández est l'une des trois paroisses civiles de la municipalité de Samuel Darío Maldonado dans l'État de Táchira au Venezuela. Sa capitale est Hernández.